# Acalolepta viridimicans
Acalolepta viridimicans är en skalbaggsart som först beskrevs av Stefan von Breuning 1935.  Acalolepta viridimicans ingår i släktet Acalolepta och familjen långhorningar.
Artens utbredningsområde är Burma. Inga underarter finns listade i Catalogue of Life.